# Antônio Cândido de Menezes

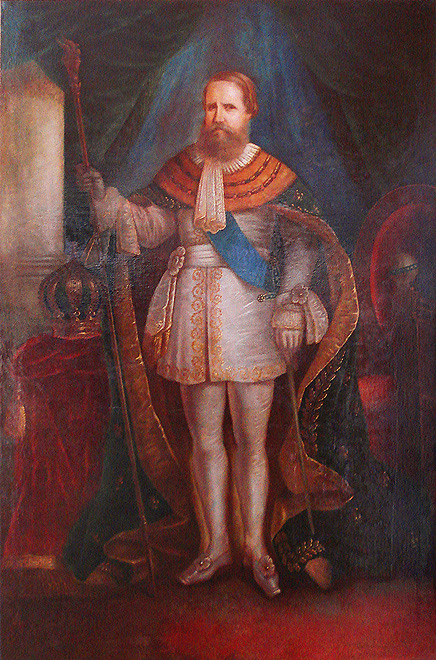
Antônio Cândido de Menezes: Retrato de Dom Pedro II, acervo do Museu Júlio de Castilhos

Antônio Cândido de Menezes (Porto Alegre, 1828 – Porto Alegre, 5 de agosto de 1908) foi um pintor, desenhista e professor de arte brasileiro, ativo no final do século XIX.
Nasceu em Porto Alegre em 1828, onde fez seus primeiros estudos artísticos com grandes esforços, uma vez que provinha de família pobre. Decidido a desenvolver uma carreira, partiu em 1845 para o Rio de Janeiro, amparado por uma subvenção do governo estadual, a fim de ingressar na Academia Imperial de Belas Artes.
Lá se revelou um aluno brilhante, obtendo a Grande Medalha de Ouro por duas vezes e uma Grande Medalha de Prata, além de diversas menções honrosas, incluindo uma segunda colocação, em 1851, na relação de artistas exemplares, logo atrás de Victor Meirelles. Diplomou-se como pintor histórico em 6 de março de 1854, provavelmente passando a se dedicar ao ofício, embora até seu retorno à capital gaúcha haja em verdade escassas referências sobre sua atuação.
Voltando, pois, ao Rio Grande em 1870, foi recebido com grandes elogios pela imprensa local, e instalou um atelier na Praça da Alfândega, onde produzia telas e desenhos e dava aulas. Em 1871 realizou um retrato do general Bento Martins que recebeu aplauso generalizado, que se repetiu no ano seguinte com uma cena regionalista.
Em 1875 participou com grande sucesso na seção de arte da Grande Exposição Industrial e Comercial, expondo dez trabalhos próprios além de obras de alunos seus. A partir deste evento sua posição se consolidou, e sua freguesia se ampliou consideravelmente, passando a receber numerosas encomendas sobretudo de retratos, tanto em pintura como em desenho, dentre os quais dois de Gaspar da Silveira Martins e outros dois do Visconde de Rio Grande, além de diversos outros de importantes personalidades locais e estaduais.
Como as encomendas se multiplicassem, em 1883 chegou a adoecer por excesso de trabalho, abandonando as atividades artísticas até meados do ano seguinte, quando retomou a carreira com o bom êxito que já lhe era familiar, produzindo retratos do Visconde de Pelotas, do Imperador Dom Pedro II, do Duque de Caxias, do general José Gomes Portinho e outras figuras insignes, além de muitos outros para a elite local. Entre 1888 e 1891, por razão desconhecida, ocorre um novo hiato em sua trajetória, do qual ressurgiria com forças renovadas e produzindo uma grande quantidade de trabalhos, dos quais se destacam os retratos do Visconde de Pelotas e o de Dom Sebastião Dias Laranjeira.
No final do século, com a crescente concorrência que a fotografia trouxe para a  retratística tradicional, começou a perder terreno, as encomendas diminuíram, e encontrou-se à beira da pobreza após uma vida de glórias. De acordo com Athos Damasceno, acometido de crescente fraqueza e várias doenças, tornou-se arredio e de trato difícil, retirando-se do convívio social que antes entretera assiduamente, e sua habilidade com os pincéis decaía a olhos vistos. Vivia nesta época de vender alguns quadros da sua fase áurea, que havia preservado em sua coleção pessoal, e da ajuda do intendente José Montaury, que o socorreu muitas vezes em suas necessidades. Em 1901 ainda participou da Grande Exposição Comercial e Industrial, mas as duas telas que apresentou na Seção de Artes passaram ignoradas pelo público e pela crítica.
A partir daí sua vida entrou em franco declínio. Ainda pintava um pouco para seu deleite pessoal, mas seu espírito já estava alquebrado e perturbado. Suas últimas exposições ocorreram em 1906, apresentando uma tela representando a chegada da canhoneira Pátria e um retrato em desenho do general Joca Tavares, que receberam notas simpáticas na imprensa, mas foram vistos por escasso público. Depois de anos de sofrimentos, foi internado na Santa Casa, e ali veio a falecer em 5 de agosto de 1908. Vários obituários trataram de seu desaparecimento, mas foram breves e pouco entusiásticos. Hoje seu nome batiza uma praça em Porto Alegre. Neiva Bohns deixou uma apreciação de sua carreira:
"Antônio Cândido de Menezes testemunha o fim do Antigo Regime e o início da República, todo o conjunto de transformações que trazem o bafejo da modernidade. Também é um exemplo claro da disputa interna do campo artístico, que contrapõe, de maneira impiedosa, as novas gerações às velhas gerações. Os valores neoclássicos, que tão diligentemente aprendera, começam a entrar em colapso, e, apesar de não se ter notícias de práticas pictóricas revolucionárias no Rio Grande do Sul, a efervescência do ambiente artístico europeu mais progressista já se fazia sentir nos pagos. Como consequência da mudança de gosto e do interesse despertados pelas novidades envolvendo novas tecnologias de fabricação de imagens, sua clientela diminui sensivelmente e sua condição social piora cada vez mais. [...] O alvorecer do novo século o encontra doente, cansado, ignorado e até desprezado, tanto pela imprensa que antes o louvara, quanto pelo público".